# Siméon-Denis Poisson
Siméon-Denis Poisson (Pithiviers, 21 giugno 1781 – Parigi, 25 aprile 1840) è stato un matematico, fisico, astronomo e statistico francese.
Di origini modeste, venne incoraggiato agli studi ed entrò nel 1798 nell'École Polytechnique di Parigi. Divenne docente di questa scuola anche grazie al sostegno di Laplace e nel 1806 succedette a Fourier. Nel 1816 ottenne una cattedra di meccanica alla Sorbona e fu eletto all'Accademia delle Scienze di Parigi.

## Matematica

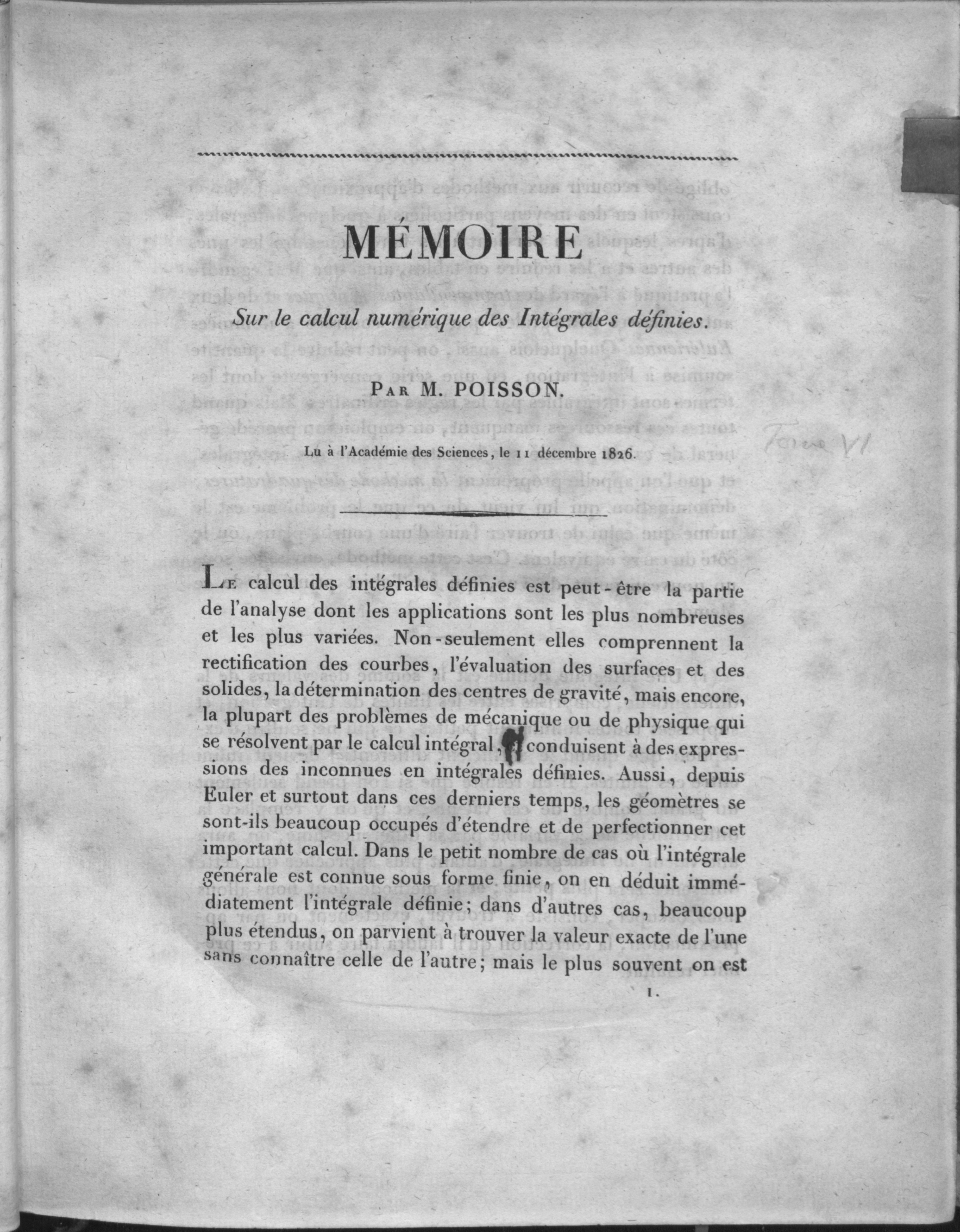
Mémoire sur le calcul numerique des integrales définies, 1826

Tra i suoi contributi, vi è l'estensione della teoria della meccanica utilizzando la meccanica analitica (Traité de mécanique, 2 volumi, 1811 e 1833). Ha poi mostrato che una particella posta tra due placche ellissoidali orientate nella stessa direzione, non avverte alcuna forza. Ha inoltre applicato la matematica all'elettricità e al magnetismo, formulando l'estensione dell'equazione di Laplace, la ben nota equazione di Poisson. Altre sue importanti osservazioni riguardano la costanza del potenziale elettrico sulla superficie di un conduttore, ha quindi formulato la teoria sulla corrente superficiale e sul volume di magnetizzazione.
Nel 1819, durante una discussione sull'articolo di Fresnel sulla diffrazione presso l'Accademia francese delle scienze, sostenne che, come conseguenza di tale teoria, il centro dell'ombra di un disco diffrattivo doveva essere illuminato: questo effetto inatteso venne successivamente osservato, verificando così la teoria di Fresnel.
Ha anche contribuito allo sviluppo della statistica con la distribuzione di Poisson introdotta come distribuzione limite della distribuzione di Pascal
({\displaystyle P(x)=p(1-p)^{x}}) e della distribuzione binomiale.

## Opere
Poisson ha pubblicato più di trecento articoli vertenti sulla matematica,
la fisica e l'astronomia, nonché poco prima della sua morte, la statistica
- J. de l'École Polytech.[collegamento interrotto] (1809)
- Traité de mécanique[collegamento interrotto] (1811)
- Théorie nouvelle de l'action cappillaire[collegamento interrotto] (1831);
- Théorie mathématique de la chaleur (1835);
- Supplement à la Théorie mathématique de la chaleur (1837);
- Recherches sur la probabilité des jugements en matière criminelle et en matière civile (1837) dove utilizza la variabile casuale poissoniana

### Altre edizioni

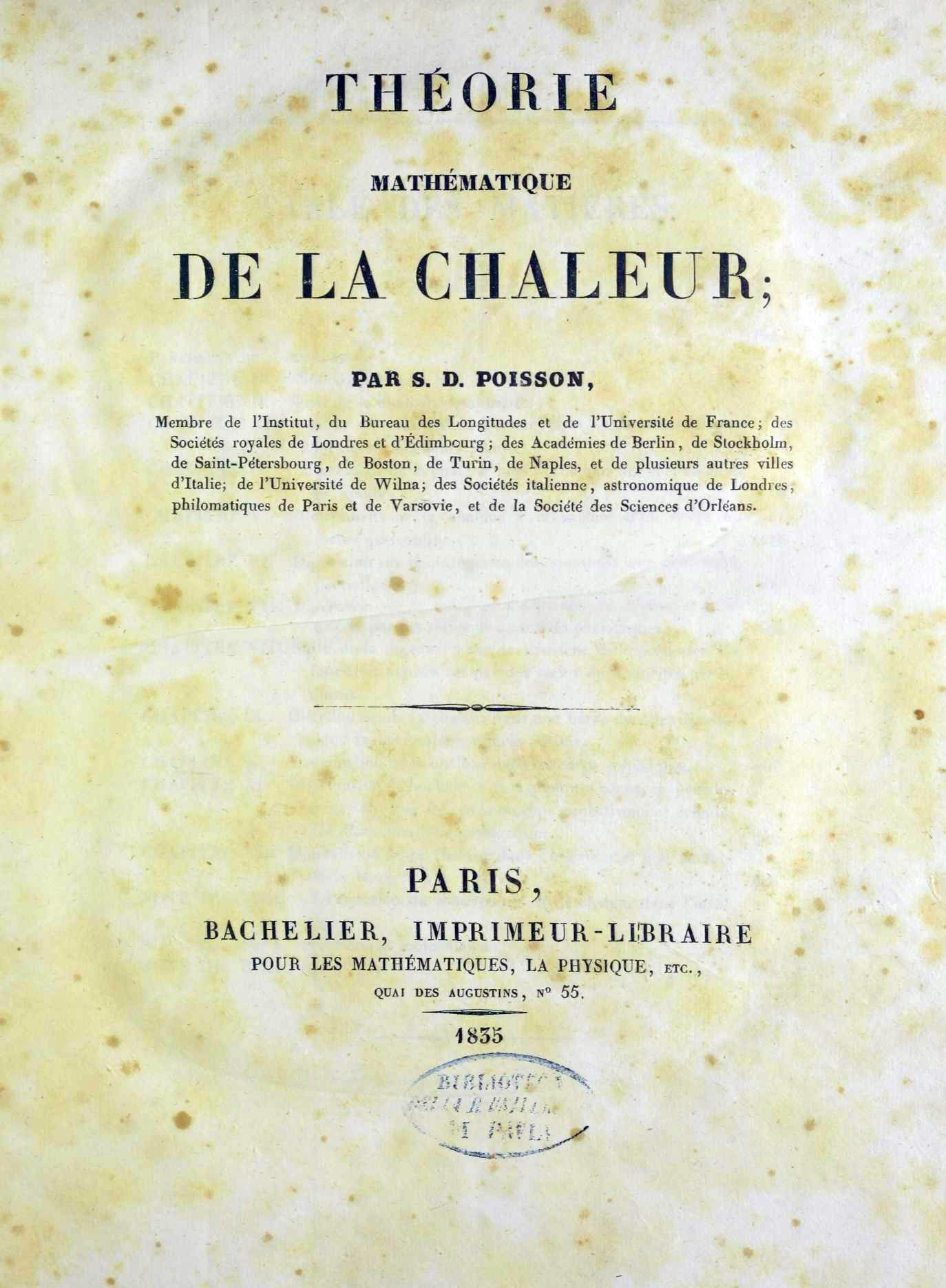
Théorie mathématique de la chaleur, 1835

- (FR) Mémoire sur la distribution de l'électricité dans une sphère creuse électrisée par influence, S.l., sn, 1814. URL consultato il 25 giugno 2015.
- (FR) Mémoire sur les surfaces élastiques, S.l., sn, 1814. URL consultato il 25 giugno 2015.
- (FR) Mémoires sur l'intégration des equations aux différences partielles et sur la distribution de la chaleur dans le corps solides, S.l., sn, 1821. URL consultato il 25 giugno 2015.
- (FR) Mémoire sur la distribution de la chaleur dans les corps solides, Paris, Imprimerie Royale Paris, 1640-1792, École polytechnique Parigi, 1821. URL consultato il 25 giugno 2015.
- (FR) Mémoire sur la théorie du magnetisme, Paris, Imprimerie Royale Paris, 1640-1792, 1824. URL consultato il 25 giugno 2015.
- (FR) Mémoire sur la théorie du magnetisme en mouvement, S.l., Firmin Didot-1836, 1826. URL consultato il 25 giugno 2015.
- (FR) Mémoire sur le calcul numerique des integrales définies, S.l., sn, 1826. URL consultato il 25 giugno 2015.
- (FR) Mémoire sur le mouvement de la terre autour de son centre de gravitè, S.l., sn, 1827. URL consultato il 25 giugno 2015.
- (FR) Théorie mathématique de la chaleur, Paris, Charles Louis Étienne Bachelier, 1835.